# Otira
Otira is een geslacht van spinnen uit de  familie van de Amaurobiidae (nachtkaardespinnen).

## Soorten
- Otira affinis Hickman, 1981
- Otira aquilonaria Davies, 1986
- Otira canasta Forster & Wilton, 1973
- Otira indura Forster & Wilton, 1973
- Otira liana Forster & Wilton, 1973
- Otira parva Forster & Wilton, 1973
- Otira satura Forster & Wilton, 1973
- Otira summa Davies, 1986
- Otira terricola Forster & Wilton, 1973